# چک نخلی
چک نخلی (نام علمی: Dulus dominicus) نام یک گونه از راسته گنجشک‌سانان است.